# Джовани Леонардо ди Бона
Джовани Леонардо ди Бона или само Джовани Леонардо (на италиански: Giò Leonardo Di Bona или Leonardo Giovanni da Cutro; по прозвище Il Puttino) е италиански шахматист и един от първите европейски майстори. Юношеството му протича в Рим, където развива интерес към играта шахмат. Там губи мач срещу Руи Лопес през 1560 година. В периода 1574-1575 година посещава Мадрид, където в присъствието на краля на Испания Филип II играе срещу Руи Лопес и друг известен шахматист Алфонсо Серон. След завръщането му в родината е отровен. Смята се, че е убит от неизвестен конкурент, който завижда на Леонардо за славата му на „шахматен крал“. Историята за живота на Леонардо е публикувана от Алесандро Салвио през 1964 година.